# Синельов Єгор Олександрович
Єгор Олександрович Синельов (рос. Егор Александрович Синелёв; 8 серпня 1986, м. Тольятті, СРСР) — російський хокеїст, правий нападник. Виступає за «Лада» (Тольятті) у Вищій хокейній лізі. 
Вихованець хокейної школи «Лада» (Тольятті). Виступав за: «Лада-2» (Тольятті), ЦСК ВВС (Самара), «Кристал» (Саратов).